# Клімченко Тетяна Ігорівна
Тетя́на І́горівна Клі́мченко (нар. 8 травня 1994) — українська професійна велогонщиця на треку.

## Життєпис
Вихованка Львівського училища фізичної культури.
На чемпіонаті Європи серед юніорів 2012 року в Анадії (Португалія) посіла друге місце в омніумі.
Змагалася у Чемпіонаті світу з трекових велоперегонів 2015. У 2016 році у складі збірної України в супроводі тренерів Євгена Болібруха та Ореста Тичка бере участь у Чемпіонаті світу з трекових велоперегонів 2016.
Здобула золото в скретчі на Кубку світу в Лос Анджелесі, 26.02.2017.
Срібна призерка в скретчі чемпіонату Європи з велоспорту 2017 року в Берліні (Німеччина).
Бронзова призерка в скретчі чемпіонату Європи з велоспорту 2020 року в Пловдиві (Болгарія).